# Salix macrophylla
Salix macrophylla är en videväxtart som beskrevs av Kern.. Salix macrophylla ingår i släktet viden, och familjen videväxter. Inga underarter finns listade i Catalogue of Life.